# Kulturarvspedagogik

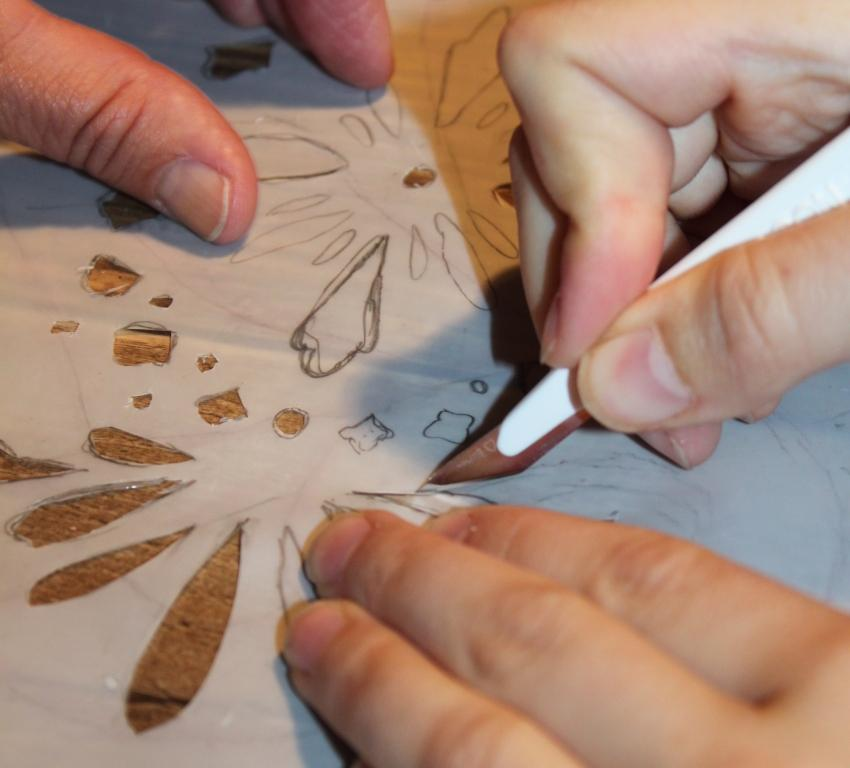
Lärande kan vara både teoretiskt och praktiskt.

Kulturarvspedagogik är ett samlingsbegrepp för det lärande och de läroprocesser som sker genom kulturarv. Det kan involvera lärande både genom materiellt kulturarv så som kulturmiljöer, föremål, arkivhandlingar, bilder, konst och liknande och immateriellt material så som berättelser, visor, dans, hantverkskunskaper och liknande. Därmed blir museipedagogik, arkivpedagogik, kulturmiljöpedagogik, konstpedagogik och utställningspedagogik olika aspekter av kulturarvspedagogiken. Kulturarvspedagogik har ofta formen av minnesinstitutioner så som museer och arkiv, men kan ske också i andra former, som formellt, icke-formellt eller informellt lärande. Syftet kan vara att skapa förståelse kring ett objekt eller en samling, men även vara att påverka en attityd eller inställning kring exempelvis en samhällsnorm genom kulturarv.

## Bakgrund
För kulturarvsinstitutioner har lärandet och pedagogik alltid varit en del eftersom deras syfte länge har varit att vårda, samla, bevara och visa upp det de har. Lärandeaspekten har emellertid ofta varit begränsad till att helt enkelt visa upp alla föremål eller dokument man har i sina samlingar i olika utställningar eller att fungera som resurs för forskare. För Sveriges del har den förmedlande eller lärande verksamheten utvecklats i allt större omfattning sedan 1970-talet då Sverige fick sin första kulturpolitik som pekade ut barn och unga som en viktig målgrupp att arbeta med och som strävade efter ett kulturutbud i hela landet. 
Det är emellertid sedan 1990-talet som lärandet verkligen har kommit allt mer i fokus och det var då som många kulturarvsinstitutioner började se lärande och pedagogisk verksamhet som en central del i verksamheten. Denna förändring inspirerades till stor del av utvecklingen i Storbritannien, som under 1990-talet genomgick en "educational turn" vilken fick museer, men också arkiv och bibliotek, att fokusera mer på lärande. Detta har också givit mer utrymme till frågor kring genus, mångfald, hållbarhet, interkulturallitet och demokrati. Utvecklingen har skett genom att kulturarvsinstitutioner i allt större utsträckning utgår från besökarnas erfarenheter och identitet för att skapa mening. Detta har senare tagits än längre genom att många kulturarvsinstitutioner idag talar om deltagande eller medskapande i sina verksamheter, där besökarna blir aktivt involverade. Detta har i stor utsträckning influerats av Nina Simons The Participatory Museum.

## Lärande om kulturarv och lärande genom kulturarv
Inom kulturarvspedagogik definieras lärande ofta brett och inkluderar aspekter som kunskap, färdigheter, känslor, social kompetens, attityder, värderingar och liknande. Lärande händer i interaktioner mellan en person och kulturarvet eller den omgivande världen. Denna breda syn på lärande gör att det innefattar mycket, samtidigt som det riskerar att bli svårgreppbart och svårt att mäta. Man kan dock dela upp lärandet i två olika varianter av kulturarvspedagogik; att lära sig om kulturarv, där kulturarvet är i fokus och pedagogiken skapar mening till själva objektet. Detta handlar om lärande i en traditionell kunskaps-bemärkelse där fokus är på att lära sig om historia, ett föremål eller ett skeende. Den andra varianten är lära sig genom kulturarv, vilket använder kulturarv som ett verktyg att skapa andra typer av lärande och effekter. Här är fokus mer på de andra aspekterna av lärande och ämnen kan exempelvis kretsa kring kulturell identitet, känsla för estetik, nationsskapande, ungdomsarbetslöshet, interkulturella samarbeten eller religiös tolerans.

## Målgrupper

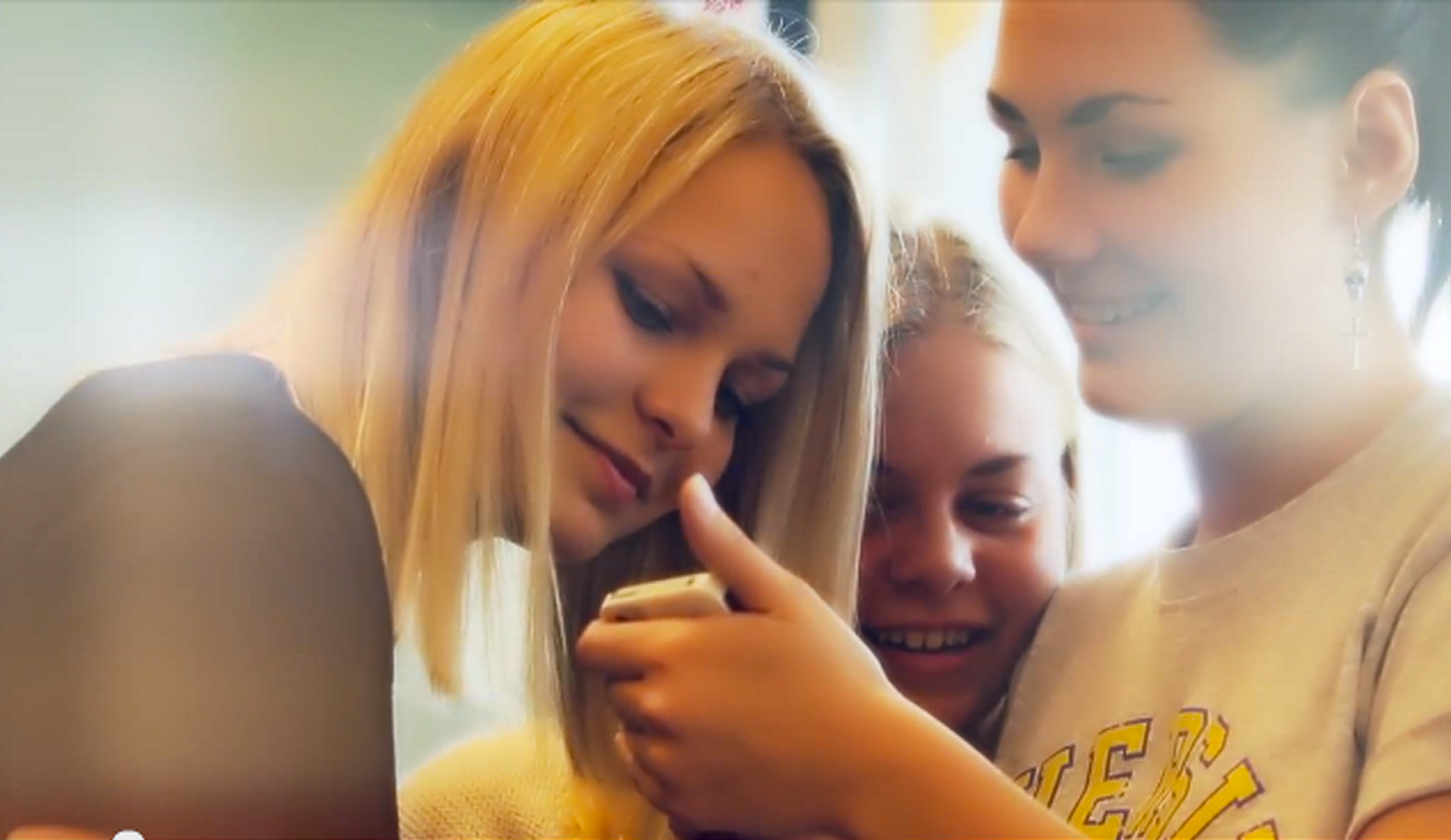
Lärande är något som sker i alla åldrar.

Olika kulturarvsinstitutioner har naturligtvis fokus på olika målgrupper, men det finns några generella drag. Många museer har en publik som består av medelålders personer och med fler kvinnor än män som besökare. Detta visas bland annat i Kulturrådets statistik för de statliga museerna för år 2011, då medelåldern bland besökarna var 40 år och 57 % var kvinnor. Detta bekräftas av myndigheten för kulturanalys rapport för 2012 som visar på en medelålder på 42,6 år och 57 % kvinnor.
Dessa rapporter visar också att en stor andel av besökarna är barn och unga, men där är statistiken osäker eftersom museer samlar in data på olika sätt. I enlighet med Sveriges kulturpolitik är dock barn och unga en målgrupp som ska prioriteras, vilket statistiken för museer visar att de gör. Även för arkiven är barn- och unga en viktig målgrupp.
Den demografiska utvecklingen gör att det blir allt fler och allt större andel äldre i Sverige. Detta är något som uppmärksammas av allt fler kulturarvsinstitutioner som börjat skapa kulturarvspedagogiska upplägg för denna målgrupp.

## Metoder
Som för all pedagogisk verksamhet används olika pedagogiska teorier och didaktiska metoder för att skapa lärandeprocesser. Eftersom lärandet ofta är av icke-formell eller informell karaktär och riktar sig till många olika målgrupper lämpar sig teorier väl som inte enbart är fokuserade på eller förknippade med barns utveckling och regelrätt undervisning. Bland de mer använda inspirationskällorna bland museer i Europa finner vi Jean Piagets teorier om utveckling i olika stadier vilket gör att man kan anpassa abstraktionsnivå och innehåll efter personens ålder. Även Howard Gardners idéer om att människor har olika intelligenser som gör att vi har olika lätt för att ta till oss kunskap beroende på hur den presenteras är väl använda. En tredje person som influerat kulturarvsinstitutioners pedagogik är Paulo Freire, som propagerar för dialog och att ge makt till den som lär sig. Han menar att kunskap inte ska serveras i envägskommunikation där en person i maktposition presenterar kunskapen, utan att lärandet ska ske genom att man i dialog lär av varandra och upptäcker kunskap.
För att utvärdera, mäta och beskriva effekterna av det lärande som sker vid kulturarvsinstitutioner utvecklades i början av 2000-talet "the Generic Learning Outcomes" (GLO) i Storbritannien. Tanken med detta var dels att visa på lärande i ett brett perspektiv, dels att finna ett språk för att beskriva det lärande som kulturarvsinstitutioner bidrar till. Konceptet definierar lärande som kunskap & förståelse; färdigheter, attityder & värderingar; har roligt, inspiration & kreativitet; aktivitet & progression. GLO har fått stor spridning, även i de nordiska länderna, och är flitigt använt inom kulturarvssektorn för planering, utvärdering och beskrivning av lärande, men också för andra verksamheter inom kulturarvsorganisationer.